# أزمة المهاجرين

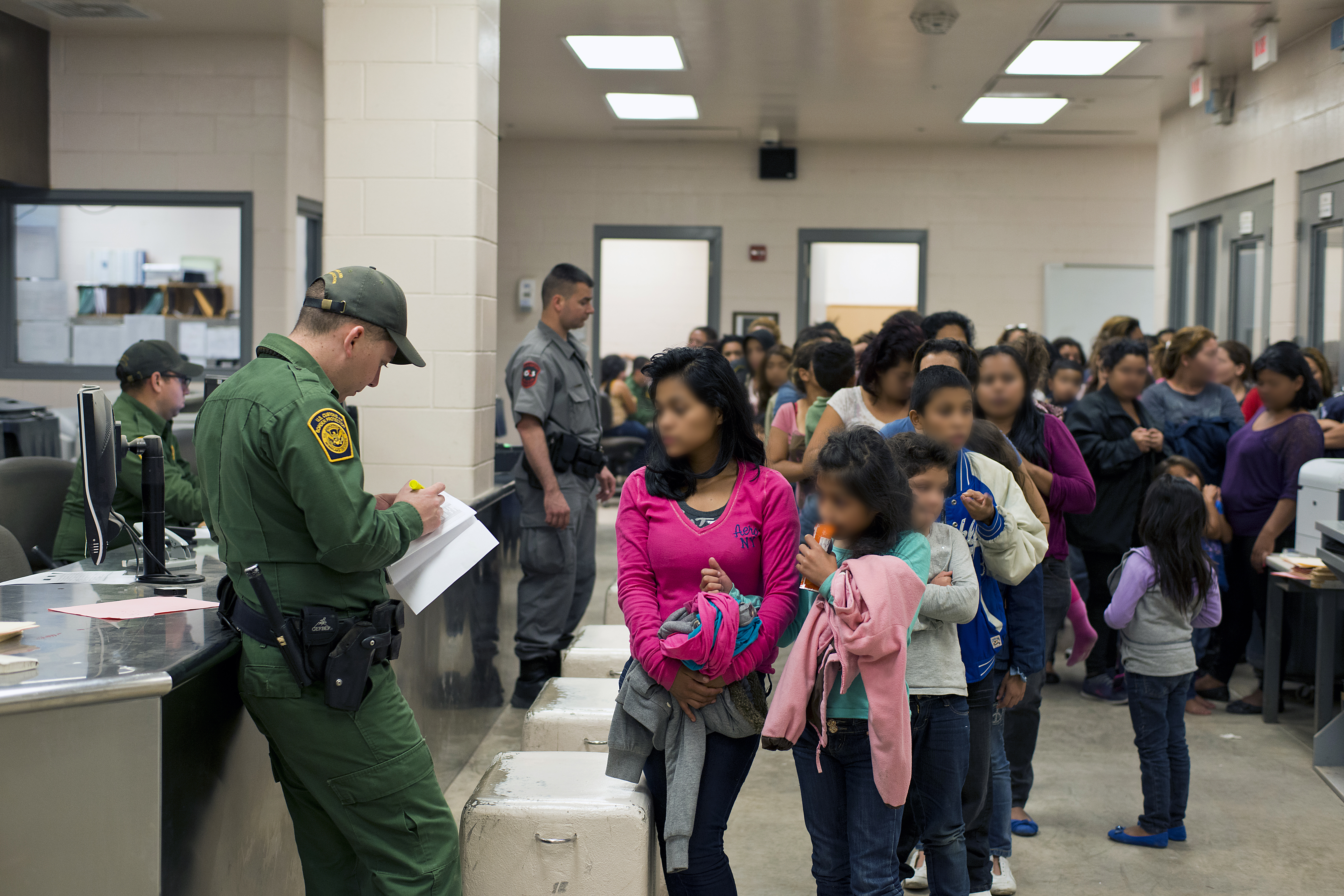
إدارة الجمارك وحماية الحدود الأمريكية تتعامل مع الأطفال غير المصحوبين بذويهم

أزمة المهاجرين، هي الصعوبة الشديدة أو المتاعب أو حالة الخطر في الدولة المستقبلة (بلد الوجهة) بسبب تحركات مجموعات كبيرة من المهاجرين (النازحين أو اللاجئين أو طالبي اللجوء) الهاربين من الظروف (الطبيعية أو المصطنعة) التي تؤثر سلبًا أثرت على وضعهم (الأمني أو الاقتصادي أو السياسي أو المجتمعي) في بلد المنشأ (المغادرة). لا تنطوي حالة «الأزمة» على أعداد اللاجئين (عدد المهاجرين الباحثين عن حماية) ولكن في فشل النظام في الاستجابة بطريقة منظمة للالتزامات القانونية للحكومة. تشمل بعض الأزمات البارزة، أزمة المهاجرين الأوروبية، وأزمة المهاجرين في القناة الإنجليزية، والإخلاء والطرد في الحرب العالمية الثانية.
تشير أزمة اللاجئين إلى حركة مجموعات «كبيرة» من المُهجَّرين، وقد تنطوي على أزمة مهاجرين أو لا تنطوي على ذلك. أدت الالتزامات القانونية للحكومة الأمريكية عن غير قصد إلى أزمة الهجرة الأمريكية لعام 2014. نشأت الأزمة بسبب الأطفال غير المصحوبين بذويهم، والذين ليس لديهم وصي قانوني لتوفير الرعاية المادية (الولايات المتحدة موقعة على اتفاقية حقوق الطفل) وسرعان ما طغى التعاطف على «دوريات الحدود المحلية» مما تسبب في أزمة مهاجرين.
عرض الدفع والسحب: «أزمة اللاجئين» أزمة إنسانية بالنسبة لأولئك الذين يتبنون عوامل «الدفع» كسبب رئيسي، ويقرون بأن أسباب الهجرة قد تكون مختلطة، كاستخدام اللاجئين كسلاح. ينظر أولئك الذين يركزون على عوامل «السحب» إلى «أزمة الهجرة» على أنها ذات جذور في سياسات إنفاذ الحدود (نظام الهجرة) التي نُظر إليها على أنها ليست صارمة بما فيه الكفاية وزادت الحاجة إلى عمال زهيدي الأجر للأعمال التجارية الأمريكية (سياسة فصل الأسرة)، وكانت شديدة (برنامج أوبيريشن ستريملاين)، أو دقيقة (أمسِك وأطلِق) من قبل المهاجرين المحتملين. يشيع في أزمات المهاجرين- مقارنة بأزمة اللاجئين- الفصل أو التمييز أيضًا، بين اللاجئ «المستحق» والمهاجر «غير المستحق» وتلعب دورًا في الخوف من الاختلاف الثقافي والديني والعرقي في خضم تزايد حدة القلق والخوف المفرط والمستمر بشأن المواقف اليومية، والافتقار إلى إمكانية التنبؤ أو الأمن الوظيفي أو الرفاه المادي أو النفسي للكثير في أوروبا (مثل إغلاق الحدود الخضراء).
تتضمن «إدارة أزمة المهاجرين» التعامل مع القضايا (نظام الهجرة، وإدارة الموارد، وغير ذلك) قبل حدوثها وخلالها وبعدها. تتشكل إدارة أزمات المهاجرين باستخدام التعريفات والمسؤوليات المحددة في اتفاقية الأمم المتحدة الخاصة بوضع اللاجئين والبروتوكول اللاحق المتعلق بأوضاع اللاجئين والتضامن الدولي وتقاسم الأعباء من خلال التعاون والتواصل ونشر المعلومات، أي كل ما يلزم لحل قضايا الهجرة في العالم.

## إدارة الأزمات
تحتاج الدول المستقبلة للمهاجرين إلى استراتيجيات إدارة فعالة لتحقيق مجموعة من المهام للاستجابة للتهديد [أسباب الأزمة] لإعادة الحياة الطبيعية المتصورة.
تتضمن «إدارة الأزمات العابرة للحدود» (الهجرة تتجاوز الحدود) قرارًا مشتركًا وإجراءات مشتركة وأدوات جماعية تتماشى مع الخطوات أدناه:
- التحري: التعرف على التهديد. (مستجدة في وقتها)
- الفهم: معلومات مهمة عن الموقف. (الجمع والتحليل والمشاركة)
- صنع القرار: صياغة إستراتيجية فعالة. (صياغة القرارات الرئيسية)
- التنسيق: التعاون بين الشركاء الرئيسيين.
- صنع المعنى: المراسلة على المسار المتخذ (الشرح، والمشورة القابلة للتنفيذ، والشعور).
- التواصل: توصيل الرسائل (الضحايا، المواطنون، أصحاب المصلحة، وغيرهم).
- المساءلة: إنتاج الوثائق التي تسرد القرارات والاستراتيجيات.

### أزمة المهاجرين الأوروبية
تظهر إدارة الأزمة تعاقب أربعة سيناريوهات:
- (سقوط القذافي 2011) سمحت ليبيا بتوافد المهاجرين غير الشرعيين. وافقت مفوضية الاتحاد الأوروبي على «الاتصال بشأن النهج العالمي للهجرة والتنقل».
- (نوفمبر 2013-أكتوبر 2014) عملية إيطاليا الإنسانية «بحرنا».
- (نوفمبر 2014-سبتمبر 2015) أقر الاتحاد الأوروبي بالضغوط الإنسانية والهجرة التي تحد من فعالية النهج العالمي للهجرة والتنقل، وشرع بتطوير نهج شامل آخر.
- (أكتوبر 2015) المهاجرون واللاجئون: يؤمّن المجلس الأوروبي الحدود ضد المهاجرين واللاجئين غير المرغوب فيهم. (قمة فاليتا حول الهجرة)

### دور المنظمات غير الحكومية
يعدّ معهد سياسات الهجرة المؤسسة الرائدة في هذا المجال. يعمل مركز الأزمات العالمية التابع لشركة برايس ووتر هاوس كوبرز على إدارة أزمات المهاجرين.